# Karl Gutmann
Karl Sebastian Gutmann (20 janvier 1854 – 18 septembre 1931), natif de la ville de Vieux-Brisach est un directeur d’école primaire et un préhistorien allemand qui a exercé en Alsace sous l'Empire allemand.

## Biographie
Ce fils d’un agriculteur badois débute comme instituteur en Alsace. Il s’intéresse d’abord aux sciences de la nature et publie chaque semaine un bulletin agricole. En prenant un poste à Eguisheim, il se tourne vers l’archéologie, et poursuit ses recherches dans le Sundgau après une mutation à Mulhouse. Ses travaux portent sur une période allant de la préhistoire au haut Moyen Âge. À l'instar de la plupart des archéologues amateurs de l'époque, il se constitue une importante collection qui sera entreposée à Mulhouse et documente ses fouilles qui font l'objet de publications. C'est principalement grâce à ces rapports de fouille que l'on connait son activité.
En 1909, il abandonne son poste d’instituteur pour passer en 1913 une thèse sur les bas-reliefs gréco-romains à l’université de Strasbourg. Karl Gutmann retourne en Bade dès le début de la guerre. À une époque où l’Empire allemand permet aux archéologues d’intervenir à proximité du front pour poursuivre leurs recherches, les sites hallstattiens de Kastelberg et du Britzyberg où cet archéologue avait réalisé des fouilles quelques années plus tôt ne sont plus suivis, malgré les aménagements réalisés par les troupes allemandes à proximité.
Après la Première Guerre mondiale, il est chargé des vestiges archéologiques dans les districts de Vieux-Brisach et Emmendingen et supervise, dans ce cadre, des fouilles sur des sites mérovingiens sur Emmendingen et Oberrortweil. Il contribue également à la mise au jour de pirogues monoxyles et de sites agricoles en Rhénanie supérieure.

## Sites fouillés par Karl Gutmann

### Sites alsaciens[2],[3],[4]
| Site                                    | Localisation                  | Période                |
| --------------------------------------- | ----------------------------- | ---------------------- |
| Nécropole alémanique                    | Grussenheim (Haut-Rhin)       | ?                      |
| Tombe de femme                          | Mulhouse (Dornach)            | Age de fer (Tène)      |
| Tessons                                 | Lac Noir (Vosges alsaciennes) | Haut Moyen Age         |
| Camp du Glaserberg                      | Kiffis (Jura alsacien)        | Age de Fer - Hallstatt |
| Kastelberg                              | Koestlach (Jura alsacien)     | pré et proto-histoire  |
| villa rustica gallo-romaine             | Koestlach (Jura alsacien)     | IIe siècle             |
| Refuge                                  | Oltingue (Sundgau)            | Préhistoire            |
| villa et camp fortifié romains de Larga | Friesen (Sundgau)             | du IIe au Ve siècle    |
| Eperon barré du Blitzgyberg             | Illfurth (Sundgau)            | Âge du fer - Hallstatt |
| Nécropole alémanique                    | Geispolsheim (Bas-Rhin)       | ?                      |

## Distinctions et hommages
À Eguisheim où il exerça comme instituteur, il existe une rue Karl-Gutmann.